# 新谷悟
新谷 悟（しんたに さとる、1961年12月19日 -）は、日本の歯科医師、歯学者、開業医。元昭和大学歯学部顎口腔疾患制御外科学講座主任教授、元昭和大学歯科病院口腔がんセンター センター長。島根大学医学部臨床教授、山口大学医学部臨床教授、富山大学医学部非常勤講師。

## 経歴
1980年香川県立高松高等学校卒業。1988年岡山大学歯学部卒業。1992年同大学院歯学研究科博士課程修了、博士（歯学）の学位を取得。以後、愛知県がんセンターレジデント、岡山大学医員、助手、愛媛大学助教授を経て、2006年より昭和大学歯学部顎口腔疾患制御外科学講座主任教授に就任。その後、銀座にて歯科口腔外科クリニックを開業。

## 著作
- 新谷悟『あなたにもあるかもしれない！ お口の病気がわかる事典 実は歯医者さんで治療・相談できるんです』クインテッセンス出版、2013年7月10日。ISBN 978-4-7812-0322-5。 NCID BB12907155。
- 新谷悟『開業医だから発見できる口腔がん そのサインの見つけ方と対応法』クインテッセンス出版、2011年3月10日。ISBN 978-4-7812-0190-0。 NCID BB05516136。

## 所属団体
- 日本歯科医学会
  - 日本口腔外科学会 専門医[1]・指導医[1]・評議員[3]
  - 日本歯科医学教育学会 評議員[4]
  - 日本顎変形症学会[1]
  - 日本顎顔面インプラント学会 運営審議委員[5]、指導医[6]
  - 日本口腔腫瘍学会 評議員[7]、口腔癌取り扱い規約ワーキンググループ[1]
- 日本医学会
  - 日本癌学会[1]
  - 日本口腔科学会 評議員[1]、学術委員[1]
  - 日本癌治療学会 暫定教育医[1]
- 国際歯科研究学会日本部会 評議員[8]
- 日本頭頸部癌学会[1]
- 日本口腔粘膜学会[1]
- 日本口腔組織培養学会 評議員[1]
- 日本歯科人間ドック学会 代議員[9]
- 国際インプラント学会 指導医[1][10]
- 日本顎顔面外傷学会 評議員[6]
- 日本統合医療学会 代議員[6]
- がん分子標的治療研究会[6]
- トロント大学継続学習アドバイザー[1]
- アメリカ癌学会[1]
- 井岡山大学 客員教授[1]

| 学職                          | 学職                                                       | 学職                            |
| ----------------------------- | ---------------------------------------------------------- | ------------------------------- |
| 先代 嶋田淳 第185回 2008年6月 | 日本口腔外科学会関東地方会学術集会 会長 第186回 2008年11月 | 次代 山根源之 第187回 2009年6月 |